# Ed Vulliamy

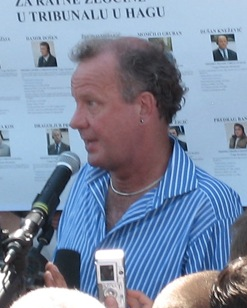
Ed Vulliamy, 2006

Edward Sebastian  Vulliamy (* 1. August 1954 in London) ist ein britischer Journalist, der über 30 Jahre für den Guardian und den Observer geschrieben hat. Für seine Reportagen wurde er mehrfach ausgezeichnet, unter anderem 1996 als Foreign Reporter of the Year.

## Leben
Vulliamy, Sohn des Architekten John Vulliamy und der Kinderbuchautorin Shirley Hughes (1927–2022), wuchs in Notting Hill auf. Er studierte an der University College School und am Hertford College in Oxford. Sein Studium beendete er mit einer Arbeit über den Nordirlandkonflikt.
Von 1980 bis 1985 war er bei Produktionen der britischen Dokumentationsserie „World in Action“ beteiligt. Ab 1989 arbeitete er als Reporter für den Guardian. Von 1990 bis 1994 berichtete er als Rom-Korrespondent über Südeuropa und in einer Reihe von Artikeln über die Machenschaften der Mafia in Italien, ein Thema, das ihn bis in die Gegenwart beschäftigen sollte.
Während des Bosnienkriegs erhielt er 1992 zusammen mit Penny Marshall von ITN Zugang zu den berüchtigten Lagern in Omarska und  Trnopolje. Der Bericht und die Bilder im Guardian über die katastrophalen Verhältnisse in den Lagern gingen rund um die Welt und führten in der Folge zu deren Schließung. 2006 sagte er als Zeuge vor dem Tribunal in den Haag im Prozess gegen Slobodan Praljak aus.
1994/1995 und von 1997 bis 2003 war er New York-Korrespondent für den Observer. Außer über die aktuellen politischen Ereignisse der Zeit berichtete er über Gesellschaft, Sport und Kultur der Vereinigten Staaten sowie über das organisierte Verbrechen in Mexiko.
2002 veröffentlichte er im Observer zusammen mit dem Londoner Journalisten Jason Burke einen Essay, in dem die Pläne von George W. Bush und Tony Blair für einen Krieg gegen den Irak diskutiert wurden, nachdem detaillierte Unterlagen, einen künftigen Krieg gegen den Irak betreffend, aus unbekannter Quelle durchgesickert waren.
2013 erlitt er einen schweren Unfall, der einen langwierigen Genesungsprozess nach sich zog, und der schließlich im Oktober 2016 zu seinem Abschied vom Guardian und dem Observer führte, denen er aber weiterhin als freier Mitarbeiter verbunden bleibt.

## Privates
2018 veröffentlichte er unter dem Titel „When Words Fail: A Life with Music, War and Peace“ seine Memoiren, in denen er über seine Kriegserlebnisse und über seine Liebe zur klassischen Musik, zu Jazz und Folk erzählt.
Ed Vulliamy ist verheiratet mit Louisa Sanders, die als Journalistin für den Independent arbeitet. Ihre gemeinsame Tochter Clara Vulliamy ist Buchillustratorin.

## Publikationen (Auswahl)
Vulliamy filmte für die BBC das TV-Feature „Bosnia's Last Testament“ (1993) und berichtete 1996 für die BBC in dem Radio-Essay „Points of Departure“ (1996) über den Bosnien-Krieg.
- Seasons in Hell. Understanding Bosnia's War. 1994. ISBN 978-0-31211378-0
- Mit David Leigh: Sleaze: The Corruption of Parliament. London: Fourth Estate 1997. ISBN 978-1-85702-694-8
- Amexika: War Along the Borderline. London: Vintage 2011. ISBN 978-0-0995-4656-6
- The War is Dead, Long Live the War. Bosnia: the Reckoning. London: Vintage 2013. ISBN 978-0-0995-6954-1
- Mit Michael Jacobs: Everything is Happening. Journey into a Painting. London: Granta 2014.
- Mit Shirley Hughes: When Words Fail. A Life with Music, War and Peace. London: Granta Books 2018. ISBN 978-1-78378336-6